# Алексеев, Сергей Андреевич (военный)
Сергей Андреевич Алексеев (1872—1916) — русский военный  деятель, полковник  (1915). Герой Первой мировой войны.

## Биография
В 1890 году  после окончания Владимирского городского училища в Санкт-Петербурге вступил в службу. В 1894 году после окончания Владимирского военного училища произведён в подпоручики и выпущен в Новочеркасский 145-й пехотный полк.
В 1898 году произведён в поручики, в 1902 году в штабс-капитаны. С 1904 года участник Русско-японской войны, ротный командир. Был ранен, за боевые отличия в этой компании был награждён орденом Святого Владимира 4-й степени с мечами и бантом. В 1906 году произведён в капитаны, в 1912 году в подполковники.

С 1914 года участник Первой мировой войны. С 1915 года командир Новочеркасского 145-го пехотного полка. 3 января 1915 года за храбрость награждён Георгиевским оружием: 
За взятие в бою 2-го сентября 1914 года у деревни Майдан-Збыдневский после упорного сопротивления противника укрепленной его позиции, имевшей особо важное значение, так как с нее обстреливались противником мост на реке Сан и наши батареи
11 июня 1915 года ранен в бою у деревне Новошины, умер 24 декабря 1916 года в санатории Рауха.

## Награды
- Орден Святого Станислава 3-й степени  (1899)
- Орден Святой Анны 3-й степени  (Мечи к ордену — ВП 8.12.1915)
- Орден Святого Владимира 4-й степени с мечами и бантом (1906)
- Орден Святого Станислава 2-й степени   (1909; Мечи к ордену — ВП 22.02.1915)
- Георгиевское оружие (ВП 3.01.1915)
- Орден Святой Анны 2-й степени с мечами (ВП 5.01.1915)
- Орден Святого Владимира 3-й степени с мечами (ВП 26.10.1915)
- Высочайшее благоволение (ВП 26.09.1916)